# 월뢰은템주

월뢰은템 주

월뢰은템주(프랑스어: Woleu-Ntem)는 가봉의 주로 주도는 오옘이며 면적은 38,465km2, 인구는 157,013명(2010년 기준)이다. 서쪽으로는 적도 기니, 북쪽으로는 카메룬, 동쪽으로는 콩고 공화국과 국경을 접하며 남동쪽으로는 오고웨이빈도 주, 남쪽으로는 무아얭오고웨 주, 남서쪽으로는 에스튀에르 주와 접한다. 5개 현을 관할한다.